# Jean-Pierre Massiera
Jean-Pierre Massiera, né le 10 juillet 1941 à Nice et mort le 28 décembre 2019,, parfois nommé par ses initiales JPM, est un musicien, compositeur, producteur, ingénieur du son et propriétaire de studio français. Sa production pléthorique des années 1960 aux années 1990 se partage entre pop instrumentale, rock psychédélique et disco, avec souvent des éléments de musique concrète, de la prise de son en extérieur et des samples dans un style excentrique unique. Elle apparaît habituellement sous le nom de groupes créés pour l'occasion comme Les Maledictus Sound, Horrific Child et Herman's Rocket.
Il a été surnommé « le Joe Meek français ». Le critique du Guardian  Ben Thompson a qualifié son travail de « miasme fétide d'humour dérangé, d'effets sonores et d'une musicalité inattendue de premier ordre » et le critique William Rauscher l'a décrit comme « un auteur en roue libre dont les incursions scandaleuses dans une pop culture trash mêlent une sensualité discrète avec une expérimentation bizarre ».

## Jeunesse et carrière
Massiera est né à Nice, en France, mais a grandi à Córdoba et à Buenos Aires, en Argentine. Après avoir appris la guitare, il rentre en France à l'adolescence et forme le groupe de beat instrumental Les Milords. Massiera y jouait de la guitare solo, les autres membres du groupe étaient Pierre Malaussena (guitare rythmique), Patrick Batteu (basse) et Francis Cavallaro (batterie). Après plusieurs singles dans le style de groupes instrumentaux britanniques et américains comme les Shadows et les Ventures, Massiera et Malaussena forment un nouveau groupe en 1964, Les Monégasques, avec Fernand "Nicky" Cafiero (basse) et Jean Haumont (batterie). Le groupe a aussi joué sur des enregistrements du chanteur pop Gérard Brent,.

## Freakbeat et rock progressif
En 1967, Massiera crée son propre studio d'enregistrement, le Studio d'Enregistrement Méditerranéen (SEM) à Nice, avec du matériel d'enregistrement de bonne qualité, et commence à enregistrer des musiciens locaux dont le batteur André Ceccarelli et les chanteurs Jocy (plus tard connu sous le nom de Jessy Joyce, de son vrai nom Joyce Pepino) et Basile. En 1968, il compose et produit l'album Attention, attribué aux Maledictus Sound. Outre Massiera et Ceccarelli, les musiciens comprenaient le guitariste Patrick Djivas, plus tard membre du groupe italien Premiata Forneria Marconi (PFM). Une piste s'appelait de manière provocante Jim Clark Was Driving Recklessly – le pilote de course Jim Clark avait été tué dans un accident quelques mois auparavant.
Fin 1968, Massiera vend son atelier et s'installe au Québec, mais il revient en France l'année suivante. Massiera a continué à travailler en tant que producteur pour des musiciens pop et freakbeat à la fin des années 1960 et au début des années 1970, notamment le single Pardon pour Buchenwald d'Erik, dans lequel il a inclus des extraits de discours nazis. Il a aussi ajouté des effets électroniques variés sur l'album de hard rock Chico Magnetic Band de Mahmoud "Chico" Ayari (1971). En 1972, avec le soutien de son demi-frère Bernard Torelli (en) , il a ouvert un nouveau studio 16 pistes, Antibes Studio 16, aussi connu sous le nom de studio d'Azurville. Ce studio a été utilisé par John McLaughlin, Bill Wyman et bien d'autres.
En 1974, il compose et produit l'album Visiteurs, au thème extraterrestre. Les musiciens comprenaient le chanteur Gérard Brent, le violoniste Didier Lockwood (futur membre de Magma) et Bernard Torelli (en) à la guitare. L'album suivant, Atlantide, est paru en 1976, avec Patrick Attali au chant et Torelli à la guitare, au sitar et au mellotron. Toujours en 1976, Massiera compose et produit l'un de ses albums les plus remarquables, L'étrange Mr. Whinster, attribué au groupe Horrific Child et commercialisé en tant qu'« expérience psychologique ». L'album contenait des rythmes africains, des échantillons, des lectures des écrivains Baudelaire, Lovecraft et Lautréamont, et des contributions des collaborateurs réguliers de Massiera, Torelli, Brent et Jessy Joyce, entre autres. Massiera a aussi coécrit et coproduit l'album Love Me de Jessy Joyce, et le single Toi qui rève de baisers attribué à Sex Convention.
L'album de 1977 Turn Radio On a été co-composé par Massiera et Torelli, et coproduit par Massiera et Georges Colleuil. Massiera a également produit des albums folk rock de Valéry Btesh et conçu des sorties du groupe proto-punk Little Bob Story. Son album suivant, Phantasmes, a été attribué à JPM & Co. et contient un mélange de styles dont la  chanson française, le disco, la musique électronique expérimentale et le rock progressif, ainsi que le morceau Dali court, une parodie de Daddy Cool de Boney M. Cool dédiée à Salvador Dalí, et une version des Moulins de mon cœur de Michel Legrand. Toujours en 1977, Massiera sort un single sous son propre nom, Aime moi, une version de Child in Time de Deep Purple.

## Musique disco et projets ultérieurs
L'année suivante, il coécrit et produit l'album Space Woman, attribué au groupe Herman's Rocket. Cet album « cosmic disco » a été commandé par le propriétaire de label Humbert Ibach, et la chanson titre est devenue l'une des pistes les plus connues de Massiera. Son album suivant, Galactic Soul (également connu sous le nom de Synthetic Soul ) a suivi une approche similaire, mais a été cette fois attribué à Venus Gang. Les deux albums ont été produits avec Torelli comme arrangeur, et les deux comprennent des remaniements d'œuvres antérieures de Massiera et d'autres artistes. Toujours en 1978, Massiera a coécrit et coproduit l'album disco de Jessy Joyce J. Joyce & Co., et a coécrit et produit l'un de ses albums les plus connus, Human Egg, à la fois le nom de l'album et du groupe. Cet album de rock progressif mettait en vedette de nombreux contributeurs réguliers de Massiera, dont Bernard Torelli (en), Patrick Attali, Tony Bonfils, Jessy Joyce et André Ceccarelli,.
Avant la fin des années 1970, Massiera a également produit des albums disco de Micky & Joyce (Hold Up) et Trans Am Dancing, par  Friends, avec la chanteuse Sparkle Tuhran. Il quitte Antibes en 1979, et ouvre à Paris le studio Jean Jaurès pour Philips Records. En 1981, il produit l'album jazz-rock Debbi de Francis Lockwood (de), l'album disco-reggae La Chica d'African Magic Combo, et un deuxième album attribué à Visitors, ainsi que de nombreux singles pour d'autres artistes, parfois en tant que coproducteur avec Torelli ou autres. Au cours des années 1980, Massiera a continué à travailler en tant qu'auteur et producteur, mais moins qu'auparavant, en utilisant parfois les pseudonymes Areisam ou Sierra. En 1983, il a écrit et produit avec Torelli le maxi 45 tours Inch Allah, crédité sous le nom d'Orient Express.
Au milieu des années 1980, il quitte Paris et installe un nouvel atelier au Bar-sur-Loup, dans les Alpes-Maritimes. En 1992, à l'occasion du cinq-centième anniversaire de l'arrivée de Christophe Colomb aux Caraïbes, il coécrit et produit l'album Red Power d’Indian Nation. Un deuxième album sur le même thème, Red Soul, est sorti en 1995.

## Réimpressions
Des sélections de l'œuvre de Massiera ont été publiées sur CD, comme Psychoses Freakoïd (1963-1978), Psychoses Discoïd (1976-1981) (tous deux publiés par le label canadien Mucho Gusto Records en 2007) et Midnight Massiera: The B- Musique de Jean-Pierre Massiera (Finders Keepers Records, 2009).